# Chodków (wieś)
Chodków dawniej też Chotków – wieś sołecka w Polsce, położona w województwie mazowieckim, w powiecie kozienickim, w gminie Głowaczów. Ta niewielka wioska znajduje się 4 km na południowy zachód od Ryczywołu, na lewym brzegu Radomki. Otoczona jest zewsząd lasami.
Wierni kościoła rzymskokatolickiego należą do parafii św. Wawrzyńca w Głowaczowie.

## Historia
Wieś notowana już była we wczesnym średniowieczu. Nazwa pochodzi zapewne od staropolskiego imienia Chot (Kot), w niektórych dokumentach pisana jako Kotków. W wieku XV należała do Leżańskich. Wieś szlachecka  Chodkowo położona była w drugiej połowie XVI wieku w powiecie wareckim  ziemi czerskiej województwa mazowieckiego. 1 października 1939 roku po przeprawie przez Wisłę zatrzymał się tu na popas oddział mjr. Henryka Dobrzańskiego - „Hubala”. Tego samego dnia stoczył on potyczkę z wojskami niemieckimi w położonej po drugiej stronie Radomki wsi Wola Chodkowska. Potyczkę Hubala upamiętnia tablica wmurowana w głaz narzutowy znajdujący się w środku wsi. Polana na której znajduje się Chodków była miejscem zaciętych walk podczas bitwy pod Studziankami między 9 a 14 sierpnia 1944 roku. Wieś wówczas kilkakrotnie przechodziła z rąk do rąk, ulegając przy tym całkowitemu zniszczeniu. W latach 1975–1998 miejscowość administracyjnie należała do województwa radomskiego.